# Quadrastichus erythrinae
Quadrastichus erythrinae är en stekelart som beskrevs av Kim 2004. Quadrastichus erythrinae ingår i släktet Quadrastichus och familjen finglanssteklar.
Artens utbredningsområde är:
- Mauritius.
- Singapore.
- Réunion.

Inga underarter finns listade i Catalogue of Life.

## Bildgalleri

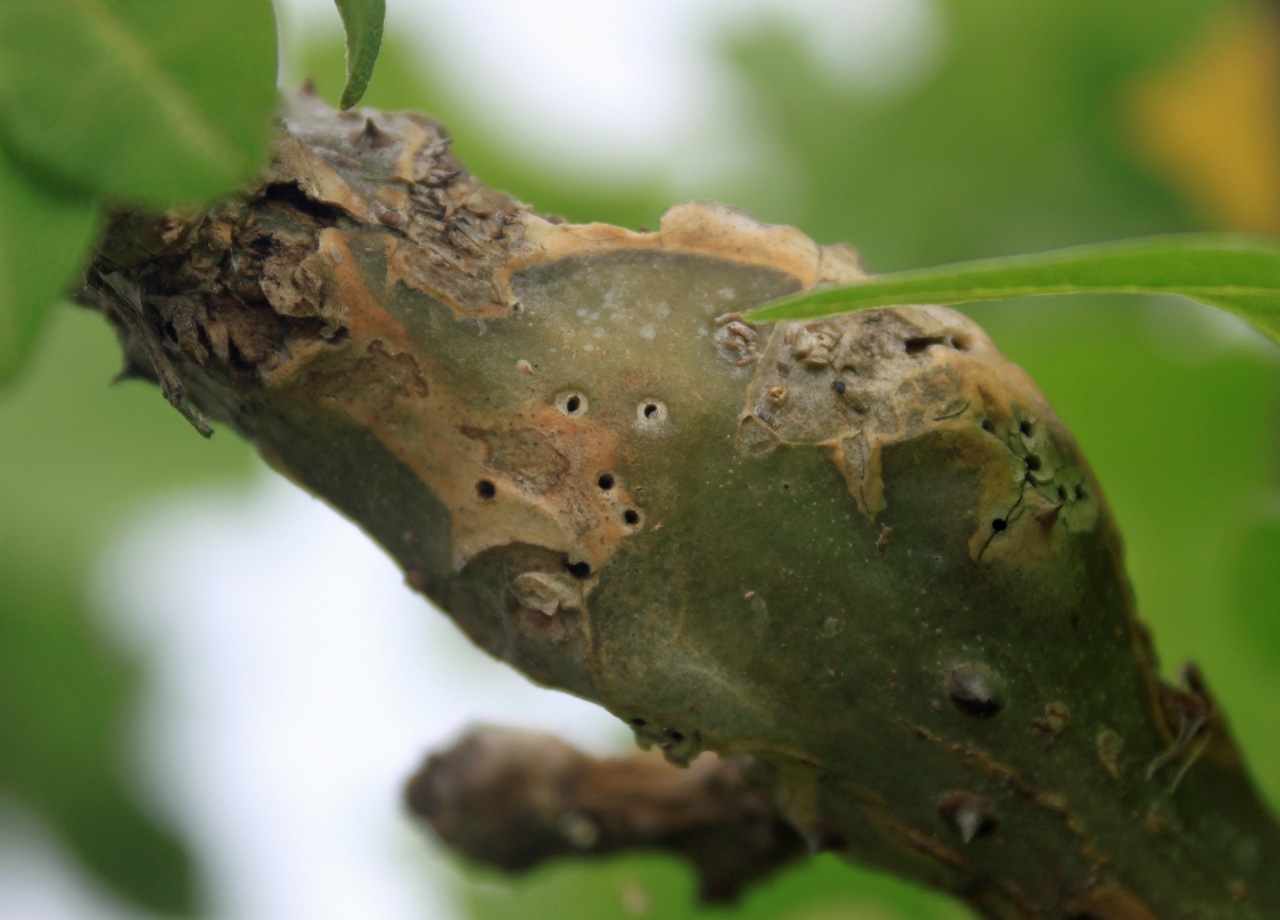
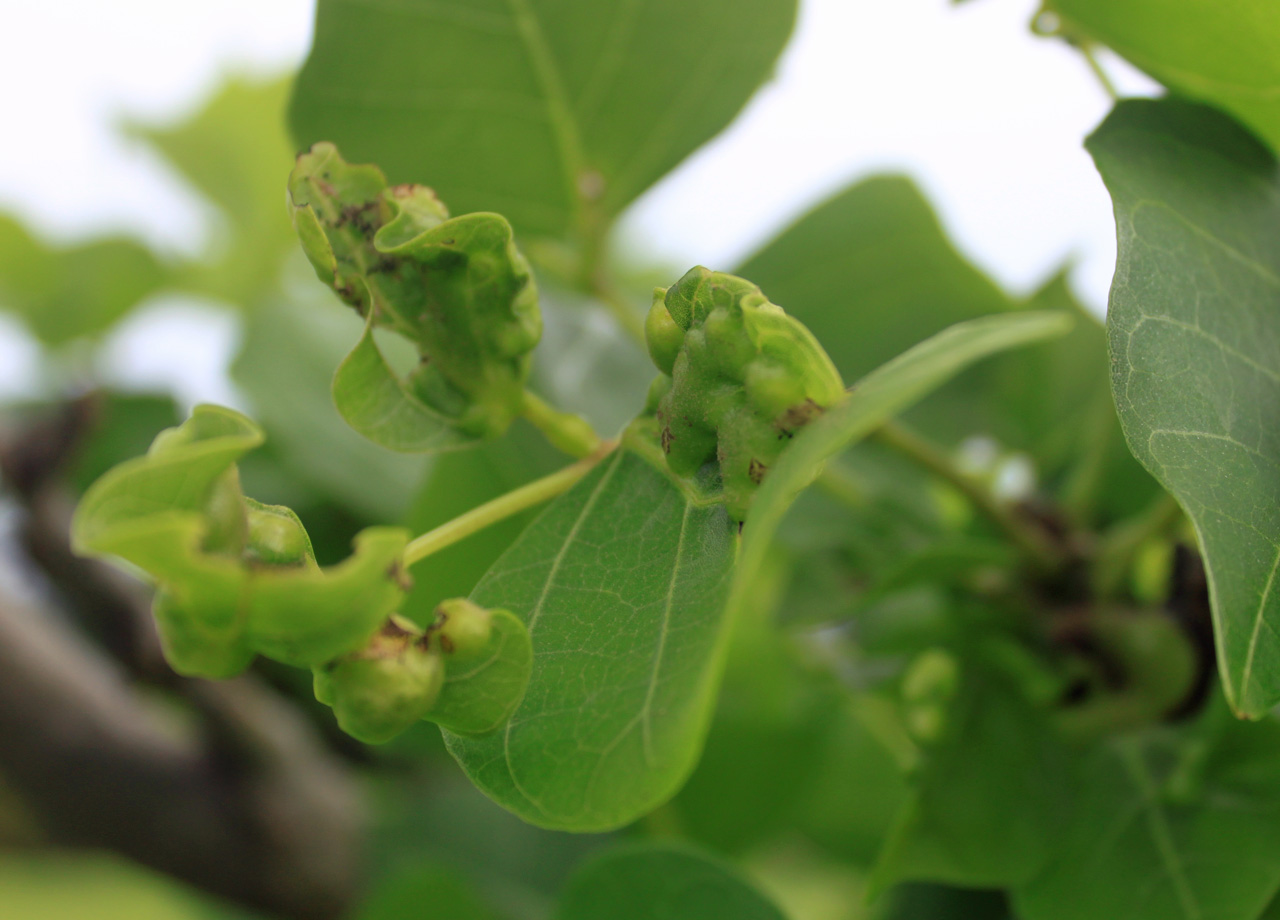
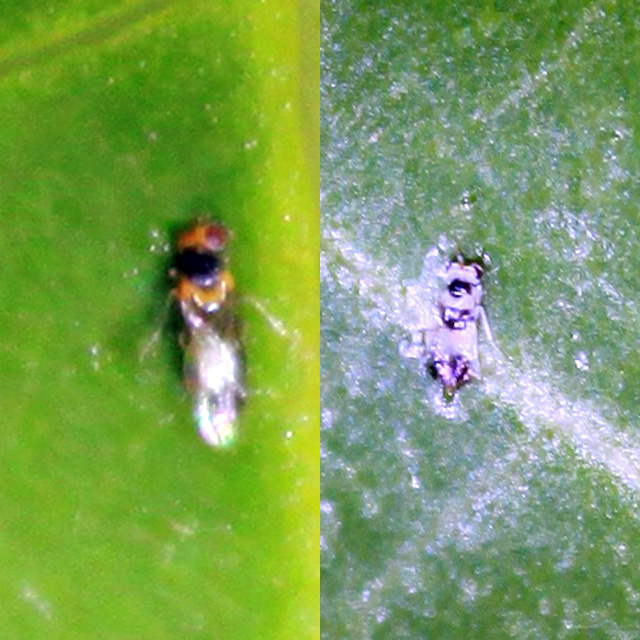